# Clarksburg (Indiana)
Clarksburg es un lugar designado por el censo ubicado en el condado de Decatur en el estado estadounidense de Indiana. En el Censo de 2010 tenía una población de 149 habitantes y una densidad poblacional de 120,1 personas por km².

## Geografía
Clarksburg se encuentra ubicado en las coordenadas 39°26′7″N 85°20′50″O / 39.43528, -85.34722. Según la Oficina del Censo de los Estados Unidos, Clarksburg tiene una superficie total de 1.24 km², de la cual 1.24 km² corresponden a tierra firme y (0%) 0 km² es agua.

## Demografía
Según el censo de 2010, había 149 personas residiendo en Clarksburg. La densidad de población era de 120,1 hab./km². De los 149 habitantes, Clarksburg estaba compuesto por el 99.33% blancos, el 0% eran afroamericanos, el 0% eran amerindios, el 0% eran asiáticos, el 0% eran isleños del Pacífico, el 0% eran de otras razas y el 0.67% pertenecían a dos o más razas. Del total de la población el 0% eran hispanos o latinos de cualquier raza.